# Etničke grupe Zambije
Etničke grupe Zambije: 12,154,000 stanovnika; UN Country Population (2008). Oko 80 naroda.
- Afrikaneri	48,000
- Ambo	3,000
- Aushi, Northern Bemba	108,000
- Bemba	2,571,000
- Bisa, Biza	193,000
- Britanci	5,900
- Buka-Khwe	200
- Bwile	37,000
- Chokwe, Tshokwe	73,000
- Cishinga, Chisinga	50,000
- Eurafrikanci, obojeni	6,000
- Francuzi	3,600
- Grci	12,000
- Gudžarati	20,000
- Hrvati, desetak obitelji[2]
- Ila, Shukulumbwe	101,000
- Iwa	43,000
- Kabende	83,000
- Kaonde, Luba Kawonde	276,000
- Kunda	50,000
- Kwandi	24,000
- Kwanga	48,000
- Kxoe, Khwe, Xun	100
- Lala-Bisa	361,000
- Lamba	266,000
- Lamba-Lima	35,000
- Lenje, Mukuni	191,000
- Libanonski Arapi 1,800
- Lozi, Rotse	632,000
- Luano	8,400
- Luapula Lunda	95,000
- Luchazi, Ponda	90,000
- Lukolwe	36,000
- Lunda	247,000
- Luyana, Lui	60,000
- Lwena, Luvale	228,000
- Mambwe-Lungu	163,000
- Mandarinski Kinezi	24,000
- Mashi, Shi	600
- Masi, Mashi	61,000
- Mbowe	8,000
- Mbukushu, Gova	36,000
- Mbunda, Mbuunda	169,000
- Mukulu	20,000
- Mwanga, Nyamwanga	177,000
- Ndebele	6,700
- Ng'umbo	125,000
- Ngoni, Mpezeni	586,000
- Nkoya, Lambya	48,000
- Nsenga, Senga	571,000
- Nyanja	824,000
- Nyiha, Nyasa Nyika	428,000
- Portugalci	2,400
- Sala	34,000
- Senga	60,000
- Shasha, Mashasha	4,800
- Shona	34,000
- Simaa	32,000
- Simaa-Imilangu, Mdundulu	17,000
- Simaa-Makoma	36,000
- Simaa-Mwenyi	17,000
- Simaa-Nyengo	30,000
- Soli	90,000
- Srbi	2,400
- Subia	16,000
- Swahili	22,000
- Swaka	72,000
- Tabwa, Rungu	78,000
- Tabwa, Shila, Sila	15,000
- Talijani 6,000
- Tambo, Tembo	20,000
- Tonga-Leya	8,800
- Tonga-Toka	13,000
- Tonga, Plateau	584,000
- Tonga, Zambezi	790,000
- Totela	39,000
- Tumbuka	514,000
- Unga	42,000
- Yauma	6,000
- Yombe	3,600
- Židovi 1,600